# حوسبة غير تقليدية
الحوسبة غير تقليدية هي الحوسبة من جانب طائفة واسعة من الأساليب الجديدة أو غير العادية، ويعرف أيضا باسم الحوسبة البديلة.

## الآليات
- كرات البلياردو (البلياردو الكرة الكمبيوتر)، وهذا هو مثال تعليمية التي يمكن جعل الكمبيوتر من أي شيء تقريبا.
- الضوء (الحوسبة البصرية) تستطيع أجهزة الكمبيوتر معالجة المعلومات بالضوء (بدلا من الكهرباء أو كرات البلياردو).
- جزيئات (حوسبة الحمض النووي الريبي منقوص الأكسجين، والحوسبة الكيميائية).
- التروس، والمستويات، والأوجه، وما إلى ذلك (الكمبيوتر التناظرية/حاسوب ميكانيكي).
- الخلايا العصبية.
- مائع
- ميكانيكا الكم(حاسوب كمومي)